# Nora (film)
Nora è un film del 2000 diretto da Pat Murphy, con protagonisti Ewan McGregor e Susan Lynch.
Il film è incentrata sulla difficile e tormentata vita di Nora Barnacle, moglie di James Joyce.

## Trama
Dublino, primi del Novecento. Nora Barnacle, giovane cameriera, incontra James Joyce, aspirante scrittore, che subito si innamora di lei. Dopo poche uscite insieme, i due scappano in Italia, a Trieste, dove si stabiliscono in un appartamento e hanno un figlio, Giorgio. Tuttavia la loro vita sentimentale è molto difficile: James, che soffriva già di schizofrenia, dopo la nascita della loro secondogenita, Lucia, diventa immensamente geloso di Nora, nonostante lei non lo tradisca e lo ami intensamente; soffocato dalla gelosia e dai pensieri, comincia a vivere con la moglie un amore complicato, che porterà la coppia a più separazioni. L'amore che li unisce è però troppo grande, e la coppia si riunisce, fino alla morte di entrambi.

## Produzione
Una co-produzione tra Irlanda, Regno Unito, Italia e Germania. Il film venne girato a Dublino, Amburgo e Trieste. Tra i produttori, anche il protagonista Ewan McGregor

## Distribuzione
Il film venne presentato in prima al Dublin Film Festival il 6 aprile 2000, uscendo poi nelle sale il 21 aprile.

### Date di uscita
- Irlanda: 6 aprile 2000 (Dublin Film Festival)
- Irlanda: 21 aprile 2000
- UK: 19 maggio 2000
- Germania: 29 giugno 2000 (Munich Film Festival)
- Repubblica Ceca: 14 luglio 2000 (Karlovy Vary International Film Festival)
- Germania: Nora - Die leidenschaftliche Liebe von James Joyce 31 agosto 2000
- Francia: 13 ottobre 2000 (Cherbourg-Octeville Festival of Irish and British Film)
- Nuova Zelanda: 25 gennaio 2001
- Islanda: 28 marzo 2001 (anteprima video)
- USA: 4 maggio 2001 (Los Angeles, California)
- Finlandia: 8 giugno 2001 (uscita DVD)
- Spagna: 5 ottobre 2001
- Giappone: 3 novembre 2001 (Tokyo)
- Repubblica Ceca: 18 marzo 2004 (European Union Film Festival)
- Ungheria: 3 ottobre 2006 (prima TV)